# Mauricio Kagel
Mauricio Raúl Kagel (Buenos Aires, 24 december 1931 – Keulen, 18 september 2008) was een Argentijns-Duitse componist, dirigent, librettist en regisseur. Kagel geldt als een van de belangrijkste 20ste-eeuwse componisten.

## Levensloop
Na de Oktoberrevolutie 1917 in Rusland waren er ook pogroms tegen de Joodse bevolking. Voor de ouders van Kagel was dat de reden om in de jaren twintig van Rusland naar Argentinië te emigreren. Vanaf zijn zevende levensjaar kreeg Mauricio Kagel piano- en muzieklessen onder andere bij Vicenzo Scaramuzza, een leerling van Franz Liszt. Later kreeg hij ook cello-, klarinet- en zanglessen. Orkestdirectie leerde hij bij Theodor Fuchs, die hem ook de directie van amateurkoren bijbracht.
Als componist was hij autodidact. Vanaf 1949 werkte hij als acteur en organisatieleider bij de Agrupación Nueva Música mee, die door Juan Carlos Paz werd geleid en belangrijke composities van de twintigste eeuw in Buenos Aires uitvoert. Van 1955 tot en met 1957 was hij aan het Teatro Colón verbonden, het belangrijkste operahuis van Zuid-Amerika, als koorrepetitor onder Erich Kleiber en later dirigent van de kameropera.
Kagels werk bestaat naast ínstrumentale muziek en muziek voor het theater, ook uit composities voor de radio-omroep (hoorspelen) en muziek voor de film. Zijn oeuvre is bijzonder rijk aan ideeën en referenties met cross-over naar andere kunstvormen. Hij verrijkte de muziekwereld vooral met nieuwe muziektheatrale concepten (bijvoorbeeld de Anti-Opera Staatstheater); gearticuleerde elementen, procedures bij het musiceren, of de rol van de artiest op het podium, brachten nieuwe structuren en composities teweeg. Zo beelden in het muziektheaterstuk Match twee cellisten een tenniswedstrijd uit met de percussionist als scheidsrechter.

De componist ontwikkelde ook nieuwe instrumenten en speeltechnieken en gebruikte niet-Europese muziek (Exotica) en eigenzinnigheden van muzikale taal in zijn composities.
Hij maakte in de jaren vijftig deel uit van de Kranichsteiner Ferienkurse für Neue Musik of Darmstädter Ferienkursen für Neue Musik en emigreerde in 1957 definitief naar Duitsland. Kagel woonde sindsdien in Keulen. Van 1969 tot en met 1975 was hij muzikaal directeur van de Kölner Kurse für Neue Musik en van het Institut für Neue Musik. In 1974 werd hij professor voor Neues Musiktheater aan de Hochschule für Musik in Keulen. Kagel ontving talrijke prijzen en onderscheidingen voor zijn composities, waaronder in 1998 de Erasmuspriijs en is vertegenwoordigd op alle belangrijke festivals voor nieuwe muziek. Hij gaf onder andere les aan Maria de Alvear, Carola Bauckholt, Martyn Harry, Bernhard König, Yves-Miro Magloire, Dominik Sack, Juan Maria Solare, Manos Tsangaris en Ulrich Wagner. Verder was Kagel eredoctor van de Franz Liszt Musikhochschule in Weimar, Duitsland.

## Citaat
«Wat mij in de muziek interesseert is de semantiek en de grammatica. Toch ben ik altijd een heel intuïtieve componist geweest. Voor mij is communicatie met publiek het allerbelangrijkste. Ik wil de luisteraars iets brengen wat hen raakt en hen aan het denken zet.»

## Composities

### Muziektheater
- 1971 Staatstheater - Musiktheater
- 1975 Mare nostrum. Entdeckung, Befriedung und Konversion des Mittelmeerraums durch einen Stamm aus Amazonien - scenisch spel voor countertenor, bariton, fluit, hobo, gitaar, harp, cello en slagwerk
- 1975 Kantrimiusik - Pastorale voor stemmen en instrumenten
- 1980 Die Erschöpfung der Welt - scenische illusie in een acte
- 1981 Aus Deutschland een liederenopera
- 1981-1983 Der mündliche Verrat (La Trahison orale) - Een muziekepos over de duivel voor 3 spreekers/artiesten en 7 instrumentalisten
- 1988 Tantz-Schul - (Ballet d'action)

### Instrumentale en vocale werken
- 1952 Dos piezas voor orkest
- 1961 Heterophonie voor instrumenten afkomstig van buiten Europa
- 1962/1964 Prima vista, für Diapositivbilder und unbestimmte Schallquellen
- 1970 Atem
- 1970 Morceau de concours
- 1979 Klangwölfe voor viool en piano
- 1979 Zehn Märsche, um den Sieg zu verfehlen voor harmonieorkest
- 1982 Prinz Igor - eine Totenmesse für Igor Stravinsky
- 1982 Ein Brief Concertscène voor mezzosopraan en orkest
- 1982 Szenario voor groot orkest
- 1988 Quodlibet - Cantate op Franse chansonteksten uit de 15e eeuw voor solostem en orkest
- 1989/1990 Liturgieën voor soli, dubbelkoor en groot orkest
- 1992 Verstümmelte Nachrichten voor bariton en instrumenten
- 1995 Schattenklänge drie stukken voor basklarinet [14'][1]
- 1989/1991 Opus 1991 voor groot orkest
- 1990-1992 Konzertstück voor pauken en orkest
- 1993 Fanfanfaren voor 4 trompetten
- 1993 Orchestrion-Straat voor kamerensemble
- 1988/1994 Die Stücke der Windrose (8) - voor kamerensemble
- Drei Etüden für großes Orchester
- 1994/1995 Art bruit voor slagwerkers en assistenten
- 1997/1998 Duodramen voor sopraan, bariton en groot orkest
- 1998/1999 Schwarzes Madrigaal voor koor, trompet, tuba en 2 slagwerkers
- 2000 Entführung im Konzertsaal concertante opera
- 11 september 2001 das 2. Trio voor viool, cello en piano
- 2000/2001 Broken Chords voor groot orkest
- 2001/2002 Das Konzert Concert voor fluit, harp, slagwerk en strijkers
- 2005 Fremde Töne & Widerhall voor groot orkest
- Mitternachtsstück voor stemmen en instrumenten n.a.v. vier fragmenten uit het dagboek van Robert Schumann
  1. Mitternachtsstück
  2. Mitternachtsstück aus Selene
  3. Nachtphaläne in der Selene
  4. Altarblatt

### Hoorspelen
- 1976 Die Umkehrung Amerikas
- 1979 Der Tribun
- 1987 Der mündliche Verrat

### Filmmuziek
- Anti-These
- Blue's Blue
- 1978 Ex-Position

### Boeken
- Tamtam. Monologe und Dialoge zur Musik, 1975
- Werner Klüppelholz, Kagel. Dialoge, Monologe, Keulen 2001
- Dieter Schnebel, Mauricio Kagel, Musik, Theater, Film, Dumont Dokumente 1970